# Stenospermation
Stenospermation är ett släkte av kallaväxter. Stenospermation ingår i familjen kallaväxter.

## Bildgalleri

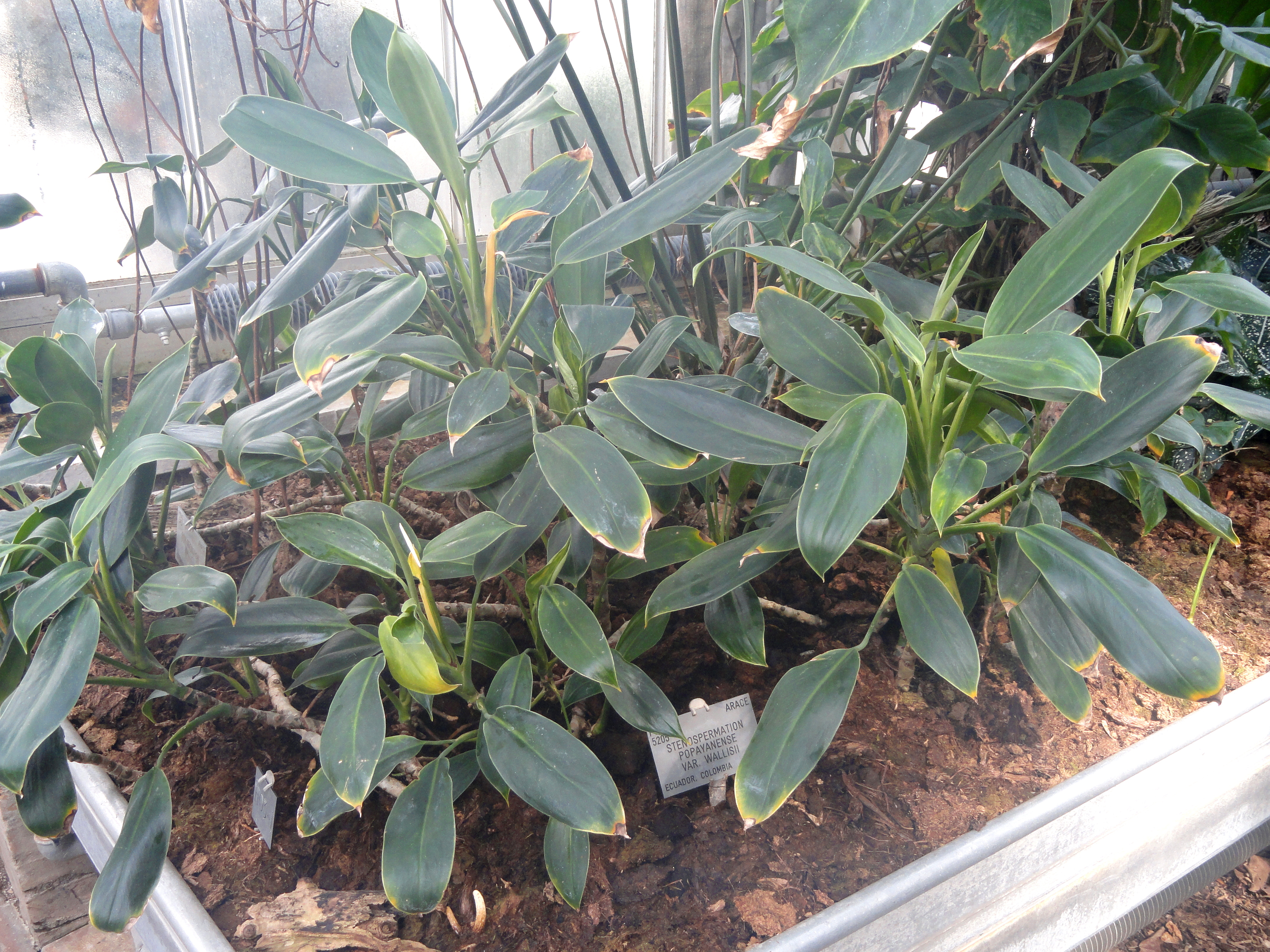

## Dottertaxa tillStenospermation, i alfabetisk ordning[1]
- Stenospermation adsimile
- Stenospermation ammiticum
- Stenospermation amomifolium
- Stenospermation ancuashii
- Stenospermation andreanum
- Stenospermation angosturense
- Stenospermation angustifolium
- Stenospermation arborescens
- Stenospermation archeri
- Stenospermation benavidesae
- Stenospermation brachypodum
- Stenospermation crassifolium
- Stenospermation densiovulatum
- Stenospermation dictyoneurum
- Stenospermation ellipticum
- Stenospermation escobariae
- Stenospermation flavescens
- Stenospermation flavum
- Stenospermation gentryi
- Stenospermation glaucophyllum
- Stenospermation gracile
- Stenospermation hilligii
- Stenospermation interruptum
- Stenospermation laevis
- Stenospermation latifolium
- Stenospermation longifolium
- Stenospermation longipetiolatum
- Stenospermation longispadix
- Stenospermation maguirei
- Stenospermation majus
- Stenospermation marantifolium
- Stenospermation mathewsii
- Stenospermation monsalvae
- Stenospermation multiovulatum
- Stenospermation nebulense
- Stenospermation olgae
- Stenospermation parvum
- Stenospermation peripense
- Stenospermation pittieri
- Stenospermation popayanense
- Stenospermation pteropus
- Stenospermation robustum
- Stenospermation rusbyi
- Stenospermation sessile
- Stenospermation spruceanum
- Stenospermation subellipticum
- Stenospermation ulei
- Stenospermation wallisii
- Stenospermation velutinum
- Stenospermation zeacarpium